# نیلوفر بیانی
نیلوفر بیانی (زادهٔ ۱۳۶۶ در تهران) پژوهشگر و فعال محیط زیست و زندانی سیاسی اهل ایران است. او متهم ردیف دوم در پروندهٔ زندانیان محیط زیستی ایران است. بی‌بی‌سی در سال ۲۰۲۲ او را یکی از ۱۰۰ زن الهام‌بخش و اثرگذار در جهان معرفی کرد.

## زندگی
نیلوفر بیانی در سال ۱۳۶۶ (۱۹۸۷ میلادی) در تهران متولد شد.
نیلوفر بیانی به دلیل علاقه به محیط زیست، تحصیلات دانشگاهی خود را در دانشگاه مک‌گیل در مونترآل کانادا ادامه داد و مدرک کارشناسی زیست‌شناسی را از آن دانشگاه دریافت نمود. پس از آن، در رشتهٔ «بیولوژی حفاظت» ادامه تحصیل داد و در مقطع کارشناسی ارشد از دانشگاه کلمبیا در نیویورک آمریکا فارغ‌التحصیل شد. او مدتی نیز در دانشگاه کلمبیا به تدریس مشغول شد. وی که سابقهٔ کار در آزمایشگاه دانشکده مک‌گیل دارد، یک دوره را نیز در اوگاندا و تانزانیا به عنوان پروژهٔ تحصیلی آفریقای مک‌گیل گذراند.
او از سال ۱۳۹۱ تا اردیبهشت ۱۳۹۶ به عنوان مشاور در پروژه بین‌المللی «کاهش مخاطرات پس از بحران بر اساس رویکرد اکوسیستمی» در برنامه محیط زیست سازمان ملل متحد در ژنو مشغول به کار بود. وی در تابستان ۱۳۹۶ به ایران بازگشت و به عنوان مدیر برنامه‌ریزی، همکاری خود را با «مؤسسه میراث حیات وحش پارسیان» آغاز کرد.

## بازداشت
نیلوفر بیانی، ۶ ماه پس از بازگشت به ایران، در ۴ بهمن سال ۱۳۹۶، از سوی سازمان اطلاعات سپاه پاسداران انقلاب اسلامی دستگیر و متهم به جاسوسی شد. غیر از او، کاووس سیدامامی، امیرحسین خالقی، عبدالرضا کوهپایه، هومن جوکار، مراد طاهباز، سام رجبی، سپیده کاشانی و طاهر قدیریان، از فعالان محیط زیست بازداشت و روانهٔ زندان شدند.
پس از گذشت بیش از ۵۰۰ روز از «بازداشت موقت» این فعالان محیط زیست، محمدرضا تابش، رئیس فراکسیون محیط زیست مجلس شورای اسلامی، ابراز امیدواری کرد رئیس قوه قضائیه، ابراهیم رئیسی به وعده‌هایی که در مورد اجرای عدالت داده، عمل کند. او در این مورد گفت: «معتقدیم این پرونده باید در محکمه‌ای عادلانه و با حضور وکلای مدنظر خانواده‌ها و البته به صورت علنی برگزار شود تا افکار عمومی در جریان آن قرار گیرد.»
محمود صادقی یکی دیگر از نمایندگان مجلس همزمان با اظهارات تابش در یک پیام توئیتری نوشت: «با این همه تأکید مؤکدی که آقای رئیسی بر رعایت موازین آیین دادرسی دارند تا جایی که دستورالعمل قابل تحسین کرامت انسانی را ابلاغ می‌کنند، نمی‌دانم برای این مقدار طولانی شدن نامتعارف بازداشت موقت فعالان محیط زیست چه توجیهی دارند؟!»
نیلوفر بیانی در ۱۵ مرداد ۱۳۹۸ در اعتراض به ادامه بازداشت موقت خود، به همراه سایر بازداشت‌شدگان محیط زیستی، اعتصاب غذا کرد.

## جلسات دادگاه
اولین جلسهٔ رسیدگی به اتهامات نیلوفر بیانی و فعالان محیط زیست، پس از گذشت ۱ سال از بازداشت، صبح چهارشنبه ۱۰ بهمن ۱۳۹۷ در شعبه ۱۵ دادگاه انقلاب به ریاست ابوالقاسم صلواتی برگزار شد.
نیلوفر بیانی به همراه ۳ فعال محیط زیست دیگر (مراد طاهباز، هومن جوکار و طاهر قدیریان)، به «افساد فی الارض» مهتم شده بود.
نیلوفر بیانی در دومین جلسهٔ دادگاه اعلام کرد که بارها توسط مأموران مورد ضرب و شتم قرار گرفته و تهدید شده است. او در دادگاه رو به دیگران کرد و فریاد زد:
«اگر شما رو هم مثل من به آمپول زدن تهدید می‌کردند، اعتراف می‌کردید! مردم این چند ماه من را انفرادی نگه داشتند، کلی زدنم و به زور اعتراف گرفتن، دارن منو میبرن پیش صلواتی اعدامم کنن»
در ۲۲ مهر ۱۳۹۸ سخنگوی قوه قضائیه ایران، از تغییر اتهام «افساد فی الارض» به «همکاری با دولت متخاصم آمریکا و رژیم صهیونیستی علیه جمهوری اسلامی ایران جهت جاسوسی به نفع سیا و موساد»، خبر داد.

## محکومیت
۲۹ آبان ۱۳۹۸ غلامحسین اسماعیلی سخنگوی قوه قضاییهٔ ایران اعلام کرد: پس از برگزاری ۳۶ جلسه از دادگاه «متهمان به جاسوسی از مراکز نظامی در پوشش محیط زیست»، شش نفر از متهمان پرونده به ۶ تا ۱۰ سال زندان محکوم شدند. در بین این افراد، نیلوفر بیانی به ۱۰ سال زندان و رد مالِ ۶ سال کار در سازمان ملل محکوم شد.
در ۲۹ بهمن ۱۳۹۸ احکام قطعی فعالان محیط زیستی ایران صادر و حکم دادگاه بدوی تأیید شد. «نیلوفر بیانی» فرزند یوسف، به اتهام «همکاری با آمریکا به عنوان دولت مخاصم و تحصیل مال نامشروع به مبلغ ۳۵۶/۶۰۰ دلار به ۱۰ سال حبس و رد وجوه مأخوذه و ضبط مبلغ به نفع دولت جمهوری اسلامی ایران» محکوم شد.

### مرخصی
نیلوفر بیانی ۲۰ مرداد ۱۴۰۰ پس از ابتلا به ویروس کرونا از زندان اوین به مرخصی درمانی آمد.

### آزادی
او در تاریخ بیستم فروردین ۱۴۰۳ از زندان اوین آزاد شد.

## افشاگری و نامه به مسئولان
نیلوفر بیانی در نامه‌های چندگانه دست به افشاگری زد. او عنوان کرد که برای اعتراف اجباری تحت شکنجه و آزار جنسی و جسمی و روحی قرار داشته و حکم صادر شده بر مبنای آن اعتراف‌های اجباری است. وی در این نامه‌ها نوشته است که بازجویان اطلاعات سپاه در حدود ۱۲۰۰ ساعت او را به منظور گرفتن اعتراف اجباری و ساختگی، بازجویی کرده‌اند و تحت «شدیدترین شکنجه‌های روحی و روانی، تهدید به شکنجه فیزیکی و تهدیدهای جنسی» قرار داشته است. متن این نامه‌ها را نخستین بار در بهمن ۱۳۹۸ بی‌بی‌سی فارسی منتشر کرد. در سال ۱۳۹۷ نیز، وبسایت کلمه خبری در مورد اعتراض نیلوفر بیانی در دادگاه به شکنجه و اعتراف‌گیری منتشر کرده بود.

### نامه به رئیس بند ۲-الف بازداشتگاه سپاه در اوین
نیلوفر بیانی در ۲۶ دی ۱۳۹۷ در نامه‌ای به «حسینی» رئیس بند ۲ الف بازداشتگاه سپاه در اوین، بخشی از رفتارهای مأموران را چنین توصیف کرده است:
«تکرار مکرر کثیف‌ترین توهین‌های جنسی که در بازجویی‌های طولانی با حضور تیم بزرگی از بازجوها با جزییات چندش‌آور تخیلی مطرح می‌کردند، و درخواست (مجبور کردن) از من که تصورات جنسی آنها را تکمیل کنم.»
او در این نامه می‌افزاید: «در کمال ناباوری هر بار پس از افشاگری و درخواست کمک از مسئولین مربوط با مضاعف شدن فشارها روبه‌رو شده و تهدیدها و شکنجه‌ها فزونی یافت و مکرراً به من یادآور می‌شدند… کاری نکن که لج سیستم را درآوری.»

### نامه به رئیس قوه قضاییه
نیلوفر بیانی، در نامه‌ای که به تاریخ ۴ بهمن ۱۳۹۷ به رئیس وقت قوه قضاییه، صادق آملی لاریجانی نوشت، عنوان کرد مأموران اطلاعات سپاه به صراحت به او می‌گفته‌اند: «بر دهان قاضی‌ای خواهند کوبید که حکمی غیر از حکم از پیش نوشته شدهٔ سپاه را در دادگاه قوه قضاییه قرائت کند.»

### آخرین دفاع
نیلوفر بیانی در بخشی از متن آخرین دفاع خود در شهریور ۱۳۹۸، با اشاره به هراس دائمی خود از امکان عملی شدن تهدیدهای جنسی سربازجوی پرونده نوشت:
«ویدیوها گواهند که بازجوی اصلی با اسم مستعار حمید رضایی، که هنوز نام او رعشه بر تن من می‌آورد، چه رفتاری با من داشته است. به دلیل رفتارهای بی‌شرمانه‌اش هربار که بازجویی‌ها به درازا می‌کشید و تا بعد از تاریکی ادامه داشت وحشت از تعرض جدی وجودم را می‌لرزاند. ترس من در مورد این‌که اگر هرآنچه می‌خواست ننویسم دست به تعرض و خشونت جنسی بزند را تشدید می‌کرد. حضور توجیه نشده و غیرمنتظره او در مکان‌هایی مثل راهرو تاریک و حیاط بازداشتگاه و رفتار چندش‌آورش باعث می‌شد در هیچ‌جا احساس امنیت نکنم و اضطراب غیرقابل تحمل من به این دلیل هیچ وقت قطع نمی‌شد.»

### نامه به سید علی خامنه‌ای
نیلوفر بیانی در ۲۲ بهمن ۱۳۹۷، در نامه‌ای به سید علی خامنه‌ای رهبر جمهوری اسلامی ایران، رفتار بازجویان سپاه را توضیح داد. او در بخشی از نامهٔ خود نوشته است که به همراه ۷ مردِ مسلح به ویلایی خصوصی در لواسان تهران برده شده و در آن‌جا وی را مجبور به نظارهٔ رفتار غیراخلاقی و غیراسلامی آن‌ها در استخر خصوصی کرده‌اند.

### نامه بهمن ۱۳۹۸
نیلوفر بیانی در نامه‌ای که در اواسط بهمن ۱۳۹۸ نوشته است، به شرح حالی از وضعیتش پرداخته است. او در بخشی از شرح حال خود از ۲۲ ماه بازداشت موقت در بند ۲ الف سپاه پاسداران، بیان می‌کند که مأموران در هنگام بازجویی، وی را تحت فشار وادار به «تقلید صدای حیوانات وحشی» نموده‌اند و به «تزریق آمپول فلج کننده و آمپول هوا» تهدید کرده‌اند. او ذکر می‌کند که بازجویان، با نشان دادن تصویر جسد کاووس سیدامامی به وی هشدار داده‌اند: «عاقبت خودت و تمام همکاران و اعضای خانواده‌ات نیز همین است مگر آن‌که هر آنچه ما می‌خواهیم بنویسی.»
او به مواردی نظیر: «تهدید همه روزه به اعدام»، «تحمل ۸ ماه سلول انفرادی»، «بازجویی‌های طولانی ۹ تا ۱۲ ساعته در روز و شب»، «بازجویی‌های ایستاده یا در حال چرخیدن با چشم‌بند یا در حال بشین و پاشو»، «توهین به خود و خانواده»، «تهدید به بازداشت و شکنجه پدر و و مادر ۷۰ ساله» و «انتقال جزئیات حس لحظهٔ اعدام» اشاره نموده است.

## واکنش‌ها
- شماری از دانشجویان دانشگاه مک‌گیل کانادا با انتشار فراخوانی خواستار آزادی و نجات جان نیلوفر بیانی شدند.[۳۳]
- دولت کانادا از حکم زندان صادر شده برای نیلوفر بیانی، پژوهشگر و فعال محیط زیست در ایران، عمیقاً ابراز نگرانی کرد.[۳۴][۳۵]
- انتشار نامه‌ها و افشاگری‌های نیلوفر بیانی موجی از واکنش در شبکه‌های اجتماعی به راه انداخت.[۳۶]
- سازمان دیده‌بان حقوق بشر و کمپین حقوق بشر در ایران طی بیانیه‌ای، احکام صادر شده برای فعالان محیط زیست از جمله نیلوفر بیانی را محکوم کردند.[۱۰][۳۷]
- اسحاق جهانگیری معاون اول رئیس‌جمهور ایران ۳۰ بهمن ۱۳۹۸ در حاشیهٔ جلسهٔ هیئت دولت در پاسخ به پرسشی درمورد نامهٔ نیلوفر بیانی و شرح اتفاقات مدت بازداشت و بازجویی از وی، گفت که این نامه را ندیده اما در جلسهٔ بعدی هیئت دولت مطرح خواهد کرد و اگر لازم باشد افرادی از دولت را برای پیگیری این مورد و صحبت با رئیس قوه قضاییه در این خصوص تعیین می‌کند.[۳۸][۳۹][۴۰]
- انگر اندرسون، مدیر اجرایی برنامه محیط زیست سازمان ملل متحد، در توییت خود این‌گونه نوشت: «از تصمیم قوه‌قضاییه ایران برای حکم حبس طولانی مدت هشت فعال محیط زیستی که یک نفرشان (نیلوفر بیانی) برای سازمان ملل کار می‌کرد ناامید و مأیوسم. ما خواهان عفو آن‌ها هستیم.»[۴۱]
- اریک سولهیم، مدیر اجرایی پیشین برنامه محیط زیست سازمان ملل متحد و عضو حزب سبز نروژ در پیامی که در توییتر خود منتشر کرد، خواهان تلاش برای آزادی فعالان محیط زیست محبوس در ایران شد و صدور احکام آن‌ها را «ناراحت‌کننده» توصیف نمود.[۴۱]
- مصطفی تاجزاده، فعال سیاسی اصلاح طلب در توییتی نوشت: «آقایان روحانی، رئیسی، لاریجانی، آنچه خانم نیلوفر بیانی از فعالان محیط زیست دربارهٔ رفتار زشت و غیرانسانی بازجویانش منتشر کرده، شرم‌آور و توجیه‌ناپذیر است. هر سه نفر شما در این فاجعه شریکید اگر فوراً اقدام قاطعی برای روشن‌شدن حقیقت، مجازات خاطیان و اصلاح امر انجام ندهید.»[۳۶][۴۲]
- کاظم حسینی وکیل «سپیده کاشانی» یکی دیگر از متهمان محیط زیستی، اعلام کرد که رفتارهایی مشابه، با موکل او نیز صورت گرفته است.[۴۳]
- ۱ اسفند ۱۳۹۸ دادستانی تهران با انتشار اطلاعیه‌ای، شرح‌حال نیلوفر بیانی در مورد آزار، شکنجه روانی و تهدید به شکنجه‌های جسمی و جنسی در زندان را «ادعا» و «عملیات رسانه‌ای» خواند و آن را اقدامی «برنامه‌ریزی شده» در آستانهٔ انتخابات مجلس عنوان کرد. در اطلاعیهٔ دادستانی آمده است:[۴۴][۴۵]

«انتشار عمومی این ادعاها پس از گذشت حدود ۲ سال از بازداشت متهمه در آستانه انتخابات و بلافاصله پس از اعلام قطعیت حکم محکومین این پرونده و عملیات رسانه‌ای پرحجم از سوی رسانه‌های معاند خارجی و متأسفانه همراهی برخی افراد داخلی در تکرار این اتهام افکنی‌ها و این‌که خانم بیانی از هرگونه ادای توضیح و استدلال در این زمینه استنکاف می‌نماید، نشان از یک اقدام برنامه‌ریزی شده دارد.»
 در این اطلاعیه، دادستانی تهران افزوده است که پس از انتشار شرح حال نیلوفر بیانی، یک «هیئت قضایی» مأمور بررسی و «شنیدن توضیحات، ادله و استنادات احتمالی» این زندانی شده است. دادستانی افشاگری‌های نیلوفر بیانی را «نشر اکاذیب و اتهام‌افکنی‌های بی‌استناد» عنوان نموده است.
- عبدالکریم لاهیجی حقوقدان و فعال حقوق بشر در واکنش به انتشار بیانیه دادستانی گفت:[۴۸]

«حتی مجموعه قوه قضاییه هم نمی‌تواند مرجع رسیدگی به این ماجرا و افشاگری باشد چرا که افشاگری مشابهی هم از سوی وکیل یکی دیگر از متهمان این پرونده انجام شده. قوه قضاییه در مجموع آلت و ابزاری‌ست در دست شبکه‌های اطلاعاتی؛ حالا چه اطلاعات سپاه و چه وزارت اطلاعات یا دیگران. هیچ مرجعی برای رسیدگی به این شکایت نمی‌بینم. این خو دادستانی‌ست که برای اینها پرونده ساخته و به اینها اتهام جاسوسی، اتهام اقدام علیه امنیت ملی و … وارد کرده که در نتیجه، منجر شده است به این احکام محکومیت؛ بنابراین چه‌طور می‌تواند هم طرف و هم به اصطلاح داور و مسئول رسیدگی، خود یک شخص یا خود یک نهاد باشد.»
- علی مطهری، از نمایندگان مجلس دهم گفت:[۴۸][۴۹]

«از وزیر اطلاعات سؤال کرده بودم با توجه به این‌که شما می‌گویید این‌ها جاسوس نیستند، چرا موضوع هم‌چنان پیگیری می‌شود؟ ولی بعد گفتند چون در قوه قضائیه در حال بررسی هستند، منتظر شویم و ببینیم به کجا می‌رسد؛ لذا هنوز پاسخ وزیر به صحن نیامده. در روزهای آینده باید نامه (نامهٔ نیلوفر بیانی) را ببینیم و با خود آنها هم صحبت کنیم و تصمیمی بگیریم.»
- محمدجواد اکبرین، دین‌پژوه و روزنامه‌نگار با انتشار توییتی نوشت:[۴۸][۵۰]

«دادستانی اطلاعیه داده که بعد از انتشار نامهٔ نیلوفر بیانی و شرح شکنجه‌هایش در این دو سال، رفته و از او پرسیده و او توضیحی نداده! یعنی به جای تشکیل هیئت تحقیق مستقل، شکنجه‌گر رفته سراغ قربانی و پرسیده ما تو را شکنجه کردیم؟! بماند که وکیل سپیده کاشانی هم گفته موکلش هم شکنجه شده.»
- ابوالفضل قدیانی، فعال و زندانی سیاسی، در واکنش به افشای حوادث رخ داده برای نیلوفر بیانی:[۵۱]

«مسئول اصلی این فاجعه، مستبد امروز ایران علی خامنه‌ای است چون این نهادهای سرکوبگر فقط از او فرمان می‌برند و با اشارات مستقیم و غیر مستقیم او عمل می‌کنند بنابراین باید پاسخگو باشد.»
- ۵ اسفند ۱۳۹۸ پایگاه اطلاع‌رسانی دولت اعلام کرد: «بر اساس مصوبه روز یکشنبه هیئت دولت مقرر شد: وزیر دادگستری ادعاهای اخیر خانم نیلوفر بیانی را به‌طور جدی پیگیری و نتیجه را به هیئت وزیران گزارش کند.»[۵۲][۵۳]
- معصومه ابتکار، معاون رئیس‌جمهور در امور زنان و خانواده، دربارهٔ نامهٔ نیلوفر بیانی گفت: «از نامه نیلوفر بیانی بسیار متأسف شدم. قوه قضاییه شفاف سازی کند. در شرایط امنیتی و در زمان بازجویی نباید حق زنان، زیر پا گذاشته شود»[۵۴]

## برای مطالعهٔ بیشتر
- «-». کلمه.
- «نیلوفر بیانی فارغ‌التحصیل دانشگاه مک گیل و فعال محیط زیست در ایران زندانی است». شهروند.
- «کنشگران محکوم شده محیط زیست در ایران چه کسانی هستند؟». بی‌بی‌سی فارسی.
- «آخرین وضعیت پرونده بازداشت‌شدگان زیست‌محیطی». بی‌بی‌سی فارسی.
- «وکیل سیدامامی: دو تن از متهمان پرونده فعالان محیط زیست آزاد شده‌اند». رادیو فردا.
- «ده ماه بعد از بازداشت؛ تعدادی از فعالان زیست‌محیطی به فساد فی الارض متهم شدند». صدای آمریکا.
- «اقدامات خلاف قانون و غیرمتعارف اطلاعات سپاه در تحقیقات از نیلوفر بیانی و خانواده سیدامامی». حقوق‌بشر ایران.
- «اتهام افساد فی الارض علیه ۵ فعال محیط زیست با استناد به نامه ارتش». ایران‌وایر.
- «دیده‌بان حقوق بشر نسبت به خطر اعدام فعالان محیط زیست هشدار داد». رادیو زمانه.
- «بایگانی‌ها نیلوفر بیانی». ایران‌هرا.